# Rouge Island
Rouge Island is een onbewoond eiland van 9 hectare in de Canadese provincie Newfoundland en Labrador. Het eiland ligt tussen Groais Island en het Great Northern Peninsula van Newfoundland.

## Geografie

### Ligging
Rouge Island ligt 4,5 km ten zuidoosten van Cape Rouge, de zuidelijke kaap van het het gelijknamige Newfoundlandse schiereiland, en iets minder dan 6 km ten oosten van Frauderesse Point, de noordelijke kaap van het schiereiland Conche.
Groais Island ligt op zijn beurt 9,5 km naar het oostnoordoosten toe. Er bevindt zich geen enkel ander eiland tussen Newfoundland en Groais Island.

### Omschrijving
Rouge Island heeft langs zijn noord-zuidas een lengte van 620 meter en heeft een maximale breedte van 180 meter.
Het eiland heeft langs alle zijden steile kliffen die bestaan uit Carboongesteente. Het vlakkere gedeelte van het eiland dat bovenaan de kliffen ligt, is voornamelijk begroeid met grassen.

## Toponymie
"Rouge Island" is een naam die gedeeltelijk Frans en gedeeltelijk Engels is. Toponiemen waarbij het specifieke naamgedeelte Franstalig en het algemene gedeelte Engelstalig is, zijn veelvoorkomend in Newfoundland. De naam "Rouge Island" betekent letterlijk "rood eiland". Dit verwijst naar de steile kliffen van het eiland, die een roodachtige kleur hebben.

## Vogelhabitat
Het rotsachtige eiland huisvest verschillende vogelkolonies. Naast middelgrote kolonies van Amerikaanse zilvermeeuwen, vale stormvogeltjes en grote mantelmeeuwen betreft het ook een kleine kolonie aalscholvers.